# L'Outremangeur (film)
Pour les articles homonymes, voir L'Outremangeur.
 (novembre 2022).
Si vous disposez d'ouvrages ou d'articles de référence ou si vous connaissez des sites web de qualité traitant du thème abordé ici, merci de compléter l'article en donnant les références utiles à sa vérifiabilité et en les liant à la section « Notes et références ».
Pour plus de détails, voir Fiche technique et Distribution.
L'Outremangeur est un film français réalisé par Thierry Binisti, sorti en 2003. Il est inspiré de la bande dessinée L'Outremangeur.

## Synopsis
Richard Séléna, commissaire principal de 160 kg du SRPJ de Marseille, comprend que la très belle Elsa, artiste peintre, aurait tué son oncle, Victor Lachaume, armateur du port. Il pense en avoir les preuves. Si elle n'avoue pas vraiment, elle ne semble pas contester la conviction du policier. 
Richard Séléna n'a jamais mangé face à qui que ce soit. Il sait que ce spectacle peut être écœurant. Il déclare à Elsa qu'il gardera le silence, à condition qu'elle vienne dîner chez lui tous les soirs pendant un an. Le rituel durera deux heures, de 21 à 23 heures. Il exige la ponctualité. Contrainte, nervosité, rires, gêne. Premiers échanges agressifs :
- Vous avez besoin de moi et moi aussi j'ai besoin de vous...
- Je vous regarde mais je ne vous vois pas.

La pitié précède la compréhension mêlée de défiance et d'invitation à la prudence :
- Répétez après moi : Elsa, je ne vous aimerai pas... Répétez encore...
- Moi non plus Séléna je ne vous aimerai pas.

Des flashs backs semblent raconter un terrible souvenir d'enfance qui hante la vie de Séléna. Pendant ce temps, les autres policiers poursuivent l'enquête. Marc, jeune inspecteur est amoureux d'Elsa... Il poursuit l'enquête. Ses soupçons sont orientés par la femme de Lachaume vers un cadre récemment licencié...
La complicité commence à s'installer avec des échanges de souvenirs d'enfance. Les mois passent. Séléna brûle ses vêtements. Il maigrit. Elsa commence à dessiner le portrait de son geôlier du soir. 
Après un repas partagé, Elsa propose une danse. Mais il est 23 heures. Séléna lui signifie qu'elle doit partir. C'est l'heure. Dans un même temps, l'enquête va s'arrêter. Mais Marc s'obstine. Il découvre la présence d'Elsa chez le commissaire. 
Enfin, l'explication arrive sur la hantise de Séléna : lorsqu'il était enfant, son père a été arrêté par la police. Sa jeune sœur a fait une chute mortelle à ce moment-là, sous les yeux du petit Richard. Il a hurlé. Hurlé, la bouche grande ouverte. Une bouche que seule la nourriture parvenait à fermer.
Dans le présent, après un moment de haine, une rechute dans la voracité pour Séléna, finalement, Elsa est amoureuse. Après une chute dans l'escalier, le baiser salvateur, Richard se réveille aussi amoureux.

## Fiche technique
- Titre : L'Outremangeur
- Titre anglais : The Over-Eater
- Réalisation : Thierry Binisti
- Adaptation : Xavier Maurel et Thierry Binisti, d'après la bande dessinée L'Outremangeur de Tonino Benacquista et Jacques Ferrandez
- Dialogues : Xavier Maurel
- Musique  : Nicolas Errèra
- Photographie : Dominique Bouilleret
- Décor : Jean-Pierre Clech
- Peintures : Joanna Niedorezo
- Distribution : TFM Distribution
- Production : Jean-Louis Livi
- Pays de production :  France
- Format : couleurs -  35 mm
- Genre : drame
- Durée : 90 minutes
- Date de sortie :
  - France : 16 juillet 2003

## Distribution
- Éric Cantona : le commissaire Séléna
- Rachida Brakni : Elsa
- Jocelyn Quivrin : Marc Brisset
- Richard Bohringer : Emile Lachaume
- Caroline Silhol : Anne Lachaume
- Jean-Michel Noirey : Benoît Collet
- Hubert Saint-Macary : Le juge Salabert
- Valérie Messas : Clara Gauthier
- Lucien Jean-Baptiste : Le légiste
- Richard Guedj : Le médecin de l'hôpital
- Emmanuel Barilley : Richard Séléna
- Anne Deleuze : Psychothérapeute

## Autour du film

### Réception critique
La critique de Télérama pour ce film est négative.